# Скотт, Чарльз Монтегю, 4-й герцог Баклю
Чарльз Уильям Генри Монтегю-Скотт, 4-й герцог Баклю и 6-й герцог Куинсберри (англ. Charles William Henry Montagu-Scott, 4th Duke of Buccleuch and 6th Duke of Queensberry; 24 мая 1772 — 20 апреля 1819) — британский аристократ, землевладелец, любитель крикета и политик-тори. С 1772 по 1812 год он был известен под титулом учтивости — граф Далкейт.

## Предыстория и образование

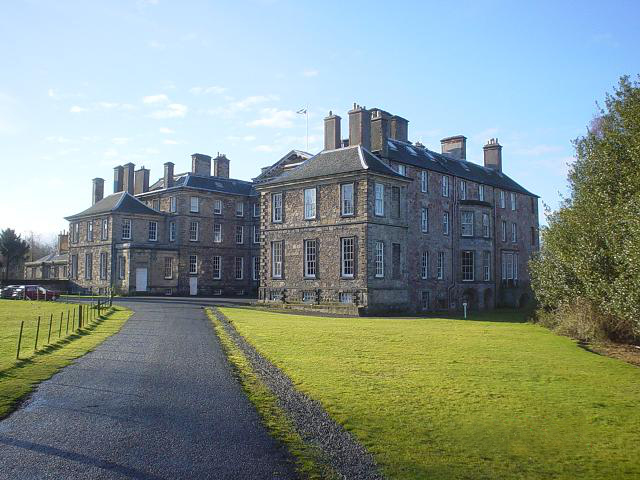
Далкейт-Плейс, Мидлотиан, Шотландия

Родился 24 мая 1772 года в Лондоне. С рождения носил титул графа Далкейта. Четвертый ребенок и второй сын Генри Скотта, 3-го герцога Баклю и 5-го герцога Куинсберри (1746—1812), и леди Элизабет Монтегю (1743—1827), дочери Джорджа Монтегю, 1-го герцога Монтегю. Его старший брат Джордж Скотт, граф Далкейт, умер всего через два месяца после прививки от оспы. Он получил образование в Итоне и Крайст-черче в Оксфорде.

## Крикет-карьера
Лорд Далкейт был игроком в крикет-любитель, который в 1797 году четырежды принимал участие в первоклассных матчах по крикету. Он был членом Мэрилебонского крикетного клуба.

## Общественная жизнь
Граф Далкейт был избран в Палату общин Великобритании от Мальборо в 1793 году, место, которое он занимал до 1796 года, а затем представлял Ладгершолл до 1804 года, Митчелл в 1805—1806 годах и вторично Мальборо в 1806—1807 годах. В последний год он был вызван в Палату лордов с титулом барона Скотта из Тиндейла . Он также был лорд-лейтенантом Селкиркшира в 1794—1797 годах, Дамфриссшира в 1797—1819 годах и Мидлотиана в 1812—1819 годах. 9 мая 1803 года он был назначен заместителем лейтенанта Нортгемптоншира. В 1812 году его сделали кавалером ордена Чертополоха. Он сменил своего отца в герцогстве в том же году, и одним из его первых деяний было строительство того, что сейчас является старейшим железным мостом в Шотландии. Также в 1813 году его давнему другу Вальтеру Скотту была предложена должность поэта-лауреата. Монтегю посоветовал ему сохранить свою литературную независимость, и эта должность досталась другу Скотта Роберту Саути.

## Брак и дети

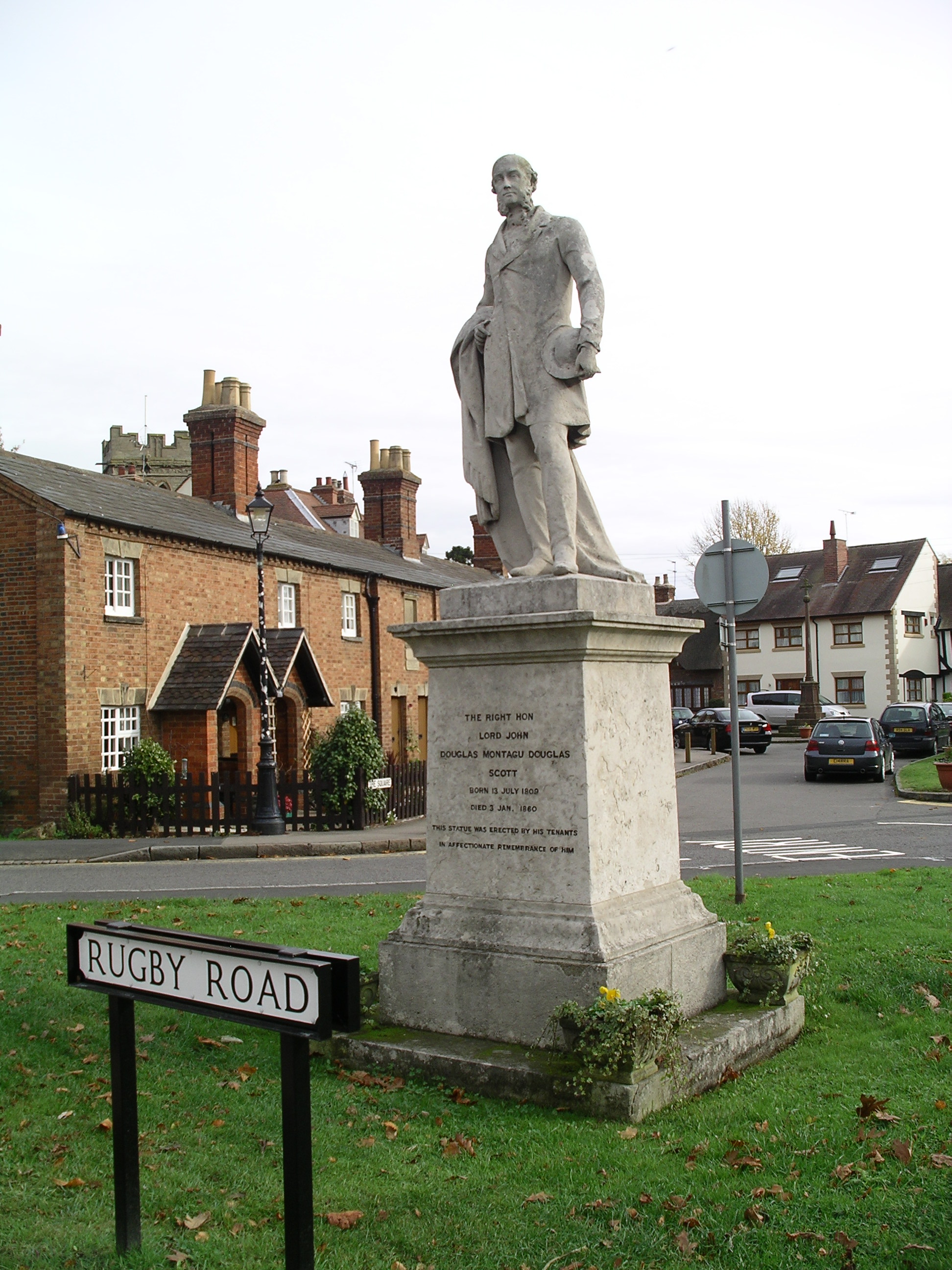
Памятник лорду Джону Дугласу-Монтегю-Скотту в центре Данчерча, графство Уорикшир, скульптор Джозеф Дарем

24 марта 1795 года в Лондоне граф Далкейт женился на достопочтенной Харриет Кэтрин Таунсенд (29 ноября 1773 — 24 августа 1814), дочери Томаса Таунсенда, 1-го виконта Сидни, и Элизабет Поуис. У них было девять детей:
- Леди Энн Элизабет Монтегю Скотт (17 августа 1796 — 13 августа 1844).
- Джордж Генри Скотт, лорд Скотт Уитчестерский (2 января 1798 — 1 марта 1808).
- Леди Шарлотта Альбиния Монтегю Скотт (16 июля 1799 — 29 февраля 1828), замужем с 1822 года за Джеймсом Стопфордом, 4-м графом Кортауном (1794—1858).
- Леди Изабелла Мэри Монтегю Скотт (24 октября 1800 — 9 октября 1829) вышла замуж в 1823 году за достопочтенного Перегрина Фрэнсиса Каста (1791—1873).
- Леди Кэтрин Фрэнсис Монтегю Скотт (4 декабря 1803 — 6 июня 1814).
- Уолтер Фрэнсис Монтегю Дуглас Скотт, 5-й герцог Баклю и 7-й герцог Куинсберри (25 ноября 1806- 16 апреля 1884).
- Лорд Джон Дуглас-Монтегю-Скотт[англ.] (13 июля 1809 — 3 января 1860), член Палаты общин от Роксбургшира. Женат с 1836 года на Алисии Энн Споттисвуд (1810—1900).
- Леди Маргарет Гарриет Монтегю Скотт (12 июня 1811 — 5 июня 1846), замужем с 1832 года за Чарльзом Маршемом, 3-м графом Ромни (1808—1874).
- Леди Гарриет Джанет Сара Скотт (13 августа 1814 — 16 февраля 1870), которая вышла замуж в 1842 году за преподобного Эдварда Мура и была матерью адмирала сэра Артура Мура[11].

Герцогиня Баклю умерла в Далкит-хаусе в августе 1814 года в возрасте 40 лет и была похоронена в Уорктоне, Нортгемптоншир. Герцог Баклю умер 20 апреля 1819 года, на 47-м году жизни, в Лиссабоне, Португалия, от туберкулеза и был похоронен в Уорктоне. Ему наследовал его второй сын, 20-летний Уолтер Фрэнсис Монтегю Скотт, граф Далкейт.

## Звания, почести и награды
- 24 мая 1772 года: граф Далкейт
- 11 января 1812 года: Его светлость герцог Баклю и Куинсберри
- 22 мая 1812 года: Его светлость герцог Баклю и Куинсберри, кавалер Ордена Чертополоха.

## Титулатура
- 4-й герцог Баклю (с 11 января 1812)
- 6-й герцог Куинсберри (с 11 января 1812)
- 6-й маркиз Дамфриссшир (с 11 января 1812)
- 7-й граф Баклю (с 11 января 1812)
- 4-й граф Донкастер (с 11 января 1812)
- 4-й граф Далкейт (с 11 января 1812)
- 4-й лорд Скотт из Тиндалла, Нортумберленд (с 11 января 1812)
- 4-й лорд Скотт из Уитчестера и Эскдейлла (с 11 января 1812)
- 8-й лорд Скотт из Баклю (с 11 января 1812).